# Maria (I Like It Loud)
Maria (I Like It Loud) (Marie (Mám to rád nahlas)) je píseň německé skupiny Scooter z alba The Stadium Techno Experience z roku 2003. Jako singl vyšla píseň v roce 2003. Singl i videoklip vznikl ve spolupráci s hardcorovým producentem Marcem Acardipanem a jeho MCm Dickem Rulesem. Refrén se stává u fanoušků velmi populárním a často zní na koncertech Scooteru. Singl obsahuje i videoklip, making of, behind the scenes, fotky a texty.

## Seznam skladeb
1. Maria (I Like It Loud) (Radio Edit) - (3:39)
2. Maria (I Like It Loud) (Club Mix) - (6:11)
3. Maria (I Like It Loud) (Extended) - (5:08)
4. Maria (I Like It Loud) (Giant`s Causeway) - (3:47)

## Seznam skladeb (UK version)
1. Maria (I Like It Loud) (Radio Edit) - (3:39)
2. Maria (I Like It Loud) (Ultrabeat Remix) - (5:37)
3. Maria (I Like It Loud) (Club Mix) - (6:11)

## Umístění ve světě
| Hitparáda      | Umístění |
| -------------- | -------- |
| Švýcarsko      | 21       |
| Rakousko       | 1        |
| Velká Británie | 16       |
| Švédsko        | 21       |